# Margarete von Castell
Margarete von Castell (gestorben zwischen dem 21. März 1491 und dem 23. Februar 1492) war langjährige Pröpstin des Stifts Essen. Aus ihrem Nachlass und zu ihrer Memoria wurde ein Armreliquiar des Hl. Quintin gestiftet, das noch heute im Essener Domschatz vorhanden ist.

## Biographisches
Margarete von Castell entstammte dem fränkischen Adelsgeschlecht von Castell. Wann sie in das Essener Stift eintrat, ist unbekannt. Bei ihrer ersten urkundlichen Erwähnung 1424 hatte sie bereits das Stiftsamt der Scholasterin erreicht. Fünf Jahre später war sie bereits Dechantin und damit nach der Äbtissin und der Pröpstin die drittwichtigste Frau im Stift. Margarete von Castell hatte Ambitionen, auch die Äbtissinnenwürde zu erreichen. 1445 setzte sich  Johann von Kleve, Sohn und designierter Nachfolger des Stiftsvogts, beim Kanonikerkapitel für ihre Wahl zur Äbtissin ein, gewählt wurde allerdings Sophia von Daun-Oberstein. Nach deren Tod zwei Jahre später bemühte sich Margarete von Castell erneut um ihre Wahl. Warum sie zugunsten der Pröpstin Elisabeth von Sassenberg, die dann auch Äbtissin wurde, resignierte, ist nicht bekannt. Vermutlich erhielt sie zum Ausgleich für den Verzicht das freigewordene Amt der Pröpstin und damit das zweitwichtigste Stiftsamt. Ihre erste urkundliche Erwähnung in dieser Funktion datiert vom 23. April 1448. Margarete von Castell hielt das Amt der Pröpstin fast 44 Jahre bis zu ihrem Tod. Das Sterbedatum ist nicht bekannt, kann allerdings durch ihre letzte Beurkundung und die erste bekannte Urkunde ihrer Nachfolgerin Elisabeth von Bronckhorst eingegrenzt werden.

## Das Armreliquiar der Margarete von Castell

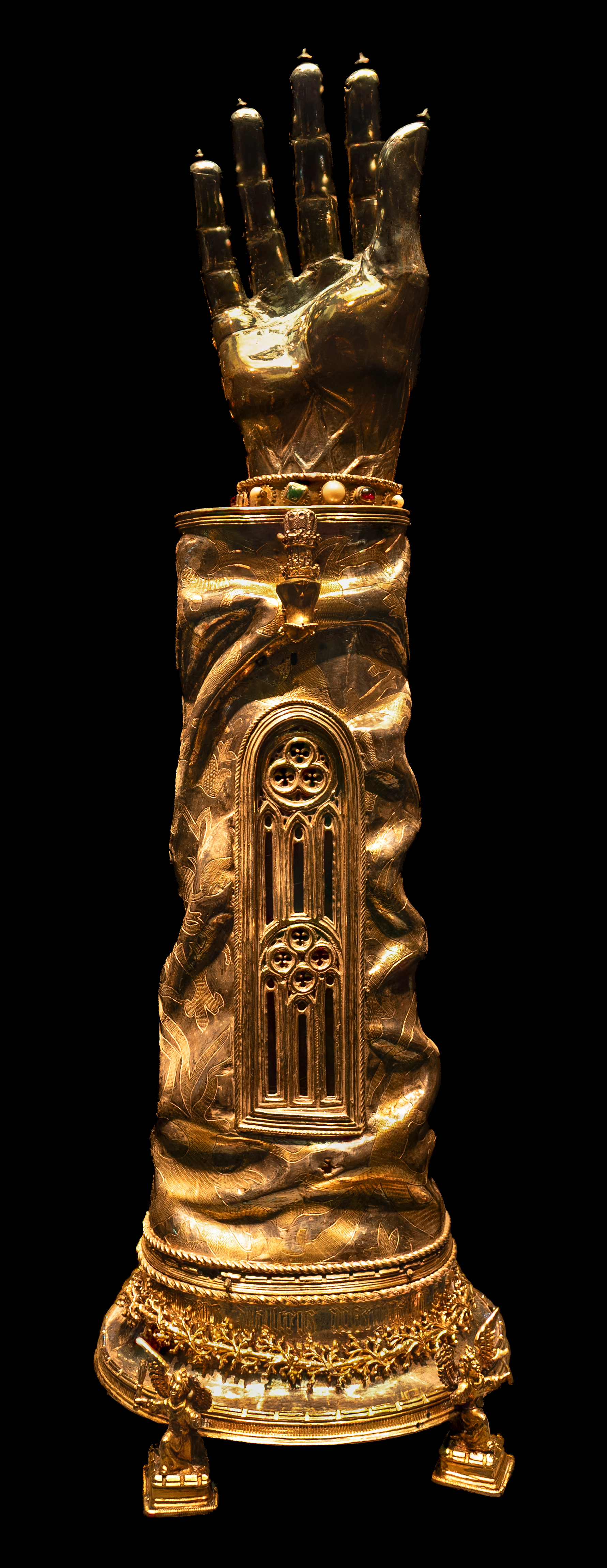
Das aus ihrem Nachlass gestiftete Armreliquiar

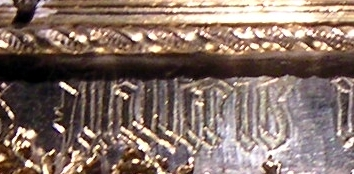
Detail der Stifterinschrift auf dem Armreliquiar der Margarete von Castell (Essener Domschatzkammer Inv. Nr. 35) mit dem Schreibfehler des Graveurs: Graviert ist das Wort ilusteis, richtig wäre illustris.

Das sogenannte Armreliquiar der Margarete von Castell ist durch die Stifterinschrift und die unter die Fingernägel getriebenen Nägel als Reliquiar des Hl. Quintinus identifiziert. Eine neben der Stiftskirche gelegene Kapelle war dem Hl. Quintin gewidmet, die insbesondere beim Eintritt neuer Stiftsdamen und nach deren Tod eine wichtige Funktion in der Stiftsliturgie hatte und der maßgebliche Ort für das Totengedenken des Gesamtkonvents war.
Das Armreliquiar ist aus Silber gefertigt und teilweise vergoldet. Seine Höhe ist 55 cm, der Durchmesser etwa 16,5 cm. Der Sockel in Form einer Hohlkehle, in der die Stifterinschrift angebracht ist, wird von drei gegossenen Engelsfiguren getragen. Die Hohlkehle wird von einer vergoldeten, gegossenen Ranke teilweise verdeckt. Über diesem Sockel ragt der aus Silberblech getriebene Arm auf, der einem in zahlreiche Falten gelegten Brokatgewand nachgebildet ist, wobei das Brokatmuster graviert und vergoldet ist. In den Ärmel ist ein Fenster mit gotischem Maßwerk eingelassen, das möglicherweise wiederverwendet ist. Oberhalb dieses Fensters ist eine Helmzier angebracht, ein Stechhelm mit doppelter Federkrone, der früher das Wappen der Familie von Castell krönte. Das Wappen selbst ist auf den 1904 gefertigten Abbildungen im Tafelwerk Georg Humanns noch vorhanden, fehlt heute jedoch. Der Ärmel schließt oben mit einer waagrechten, vergoldeten Platte ab, die die Ärmelöffnung verschließt. Am Handgelenk der aus dem Ärmel gestreckten Hand befindet sich ein getriebenes, vergoldetes Armband mit gefassten Edelsteinen.
Die Stifterinschrift am Sockel des Reliquiars ist in gotischer Minuskel ausgeführt. Die etwa einen Zentimeter hohe Inschrift ist schwer lesbar. Der Graveur arbeitete wenig sorgfältig, verwendete verschiedene Schreibformen eines Buchstabens nebeneinander und gravierte an einigen Stellen fehlerhaft. Dazu unterliefen ihm Abschreibfehler, unter anderem im Namen Castell, den er Custell schrieb. Aufgrund dessen hatte Georg Humann nur die Worte brachium Sancti Quintini und Margarete von Castell entziffert, was zur Zuschreibung des Reliquiars ausreichte. 2006 gelang es Sonja Hermann, die vollständige Inschrift zu entziffern: beachiu Sancti quintini ornatu per executores Illusteis margarete de custell pptisse ass. Nach Korrektur der Fehler des Graveurs und Auflösung der Abkürzungen ergibt sich brachium Sancti quintini ornatum per executores Illustris margarete de castell prepositisse assiendis zu deutsch Arm des Heiligen Quintin, geschmückt durch die Testamentvollstrecker der vornehmen Margarete von Castell, Pröpstin von Essen. Das Reliquiar wurde also nicht, wie in der älteren Forschung angenommen, von Margarete von Castell selbst, sondern von ihren Testamentsvollstreckern in Auftrag gegeben.